# Клауд-Гейт
Клауд-Гейт (Cloud Gate; в переводе с англ. — «Облачные врата», «Облачные ворота») — общественная скульптура, расположенная на площади AT&T Плаза в Миллениум-парке в деловом квартале Чикаго Луп города Чикаго, штат Иллинойс. Автор скульптуры — британский скульптор и художник Аниш Капур.

## Описание
Построенную в 2004—2006 годах скульптуру прозвали «Фасолинка» или «Боб» (англ. The Bean) из-за её своеобразной формы. Она состоит из 168 листов нержавеющей стали, отполированных настолько, что её внешняя поверхность не имеет видимых швов. Размеры скульптуры — 10 (высота) х 20 (длина) х 13 (ширина) метров, вес — порядка 100 тонн.
Считается, что образ скульптуры был навеян видом капли ртути. Поверхность скульптуры отражает и искажает вид города. Посетители могут ходить вокруг и под 3,7 метровым сводом-аркой «Облачных ворот». С нижней стороны находится омфалос (с греч. — «пуп») — вогнутая камера, которая деформирует и умножает отражения.
Скульптура пользуется популярностью у туристов как место для фотографий, из-за её уникальных отражающих свойств.
Весной 2010 года скульптура «снялась» в заключительных кадрах фильма «Исходный код», тем самым подчеркнув идею фильма о преломлении времени и параллельных мирах.